# Alexander den store (bok)
Alexander den store är en bok av Bengt Liljegren som utgavs 2005. Den handlar om Alexander den stores liv med betoning på hans tid som kung, från 336 f.Kr., och hans fälttåg 334-323 f.Kr.